# 브리카마
브리카마(영어: Brikama)는 감비아 웨스트코스트 구의 행정 중심지로, 나무 조각과 음악으로 유명한 도시이다.